# Барду, Ребекка
Ребекка Барду (англ. Rebecca Bardoux, род. 18 августа 1963, Эри, Пенсильвания) — американская порноактриса, начавшая свою карьеру в 1992 году в возрасте 29 лет. C того времени она снялась в более чем 250 порнофильмах. В 2007 году она была введена в Зал Славы AVN, в 2013 году — в Зал славы Legends of Erotica.

## Фильмография (выборочная)
- MILFBusters (2011)
- Say Hi to Your Mother for Me (2010)
- MILF Fever 5 (2006)
- Older, Bolder, Better 3 (2005)
- Forty and Furry (2004)
- Big Tit Prison (2003)
- Heart Breaker (2002)
- Blowjob Adventures of Dr. Fellatio 41 (2001)
- Hot Rod Chicks (2000)
- Lusty Busty Dolls (1999)
- Pussyman 17: Enough for Everybody (1998)
- Klimaxx (1997)
- Buck Fucking Adams (1996)
- Cumming of Ass (1995)
- Erotika (1994)
- Euphoria (1993)
- Malibu Blue (1992)

## Достижения
- 2007 зал славы AVN[6]
- 2011 зал славы NightMoves[7]
- 2014 зал славы XRCO[8]
- 2017 зал славы Urban X